# 340
340（三百四十、さんびゃくよんじゅう）は自然数、また整数において、339の次で341の前の数である。

## 性質
- 340は合成数であり、約数は 1, 2, 4, 5, 10, 17, 20, 34, 68, 85, 170, 340 である。
  - 約数の和は756。
    - 79番目の過剰数である。1つ前は336、次は342。
- 340 = 41 + 42 + 43 + 44
  - a = 4 のときの a1 + a2 + a3 + a4 の値とみたとき1つ前は120、次は780。
  - 4の自然数乗の和とするとき1つ前は84、次は1364。
- 3402 + 1 = 115601 であり、n2 + 1 の形で素数を生む53番目の数である。1つ前は326、次は350。
- 各位の和が7になる26番目の数である。1つ前は331、次は403。
- 各位の平方和が平方数になる38番目の数である。1つ前は326、次は362。(オンライン整数列大辞典の数列 A175396)
- 1～340までの約数の個数を加えると2040個になり340の6倍になる。1～ n までの約数の個数が n の整数倍になる10番目の数である。1つ前は336、次は347。(オンライン整数列大辞典の数列 A050226)
- 340 = 42 + 182 = 122 + 142
  - 異なる2つの平方数の和で表せる103番目の数である。1つ前は338、次は346。(オンライン整数列大辞典の数列 A004431)
  - 2つの平方数の和2通りで表せる18番目の数である。1つ前は338、次は365。
  - 異なる2つの平方数の和2通りで表せる15番目の数である。1つ前は305、次は365。
- n = 340 のときの n! + 1 で表せる 340! + 1 は13番目の階乗素数である。1つ前は320、次は399。(オンライン整数列大辞典の数列 A002981)
- 340 = 73 − 3
  - n = 3 のときの 7n − n の値とみたとき1つ前は47、次は2397。(オンライン整数列大辞典の数列 A024076)
- n = 340 のとき n と n − 1 を並べた数を作ると素数になる。n と n − 1 を並べた数が素数になる42番目の数である。1つ前は334、次は342。(オンライン整数列大辞典の数列 A054211)
- 340 = {\displaystyle \sum _{k=0}^{9}(k^{2}+k+1)}
  - n = 9 のときの {\displaystyle \sum _{k=0}^{n}(k^{2}+k+1)} の値とみたとき1つ前は249、次は451。(オンライン整数列大辞典の数列 A006527)
- 340 = 22 × 5 × 17
  - 3つの異なる素因数の積で p2 × q × r の形で表せる20番目の数である。1つ前は315、次は342。(オンライン整数列大辞典の数列 A085987)
- 340 = 222 − 144
  - n = 22 のときの n2 − 122 の値とみたとき1つ前は297、次は385。(オンライン整数列大辞典の数列 A132766)

## その他 340 に関連すること
- 340は、E96系列の標準数。
- ISO 3166-1（JIS X 0304 国名コード）の340は、ホンジュラス。
- イネ（稲）の品種、ほしのゆめの農林登録番号は、水稲農林340号。
- コンベア340は、アメリカのコンベア製の旅客機。
- サーブ 340は、スウェーデンのサーブとアメリカのフェアチャイルドが共同開発した旅客機。
- エアバスA340は、エアバス製の旅客機。
- スカパー!のCh340は、InstrucTV。
- ペリー(USS Perry, DD-340/DMS-17)は、アメリカ海軍の駆逐艦。
- オフラハティ(USS O'Flaherty, DE-340)は、アメリカ海軍の護衛駆逐艦。
- エンテムドア(USS Entemedor, SS-340)は、アメリカ海軍の潜水艦。